# Khabarsky (huyện)
Huyện Khabarsky (tiếng Nga: Хаба́рский райо́н) là một huyện hành chính tự quản (raion), của Vùng Altai, Nga. Huyện có diện tích 2734 km², dân số thời điểm ngày 1 tháng 1 năm 2000 là 23600 người. Trung tâm của huyện đóng ở Khabary.